# Actinopus caraiba
Actinopus caraiba is een spinnensoort in de taxonomische indeling van de muisspinnen (Actinopodidae). De wetenschappelijke naam van de soort werd voor het eerst geldig gepubliceerd in 1889 door Eugène Simon als Pachyloscelis caraiba.
De soort komt voor in Venezuela.